# Championnat d'Europe de skeleton 1982
Navigation
Édition précédente Édition suivante
Le championnat d'Europe de skeleton 1982, deuxième édition du championnat d'Europe de skeleton, a eu lieu en 1982 à Schönau am Königssee, en Allemagne de l'Ouest. Il a été remporté par l'Autrichien Gert Elsässer devant l'Ouest-Allemand Frank Kleber et l'Italien Maurizio David.